# Новинское (Смоленская область)
Новинское — деревня в Гагаринском районе Смоленской области России. Входит в состав Баскаковского сельского поселения.

## География
Расположена в северо-восточной части области в 9 км к западу от Гагарина, в 13 км севернее автодороги М1 «Беларусь». В 2 км юго-восточнее деревни расположена железнодорожная станция Василисино на линии Москва — Минск. 
Часовой пояс
Новинское, как и вся Смоленская область, находится в часовой зоне МСК (московское время). Смещение применяемого времени относительно UTC составляет +3:00.

## История
В годы Великой Отечественной войны деревня была оккупирована гитлеровскими войсками в октябре 1941 года, освобождена в марте 1943 года.

## Население
Население — 7 жителей (2007 год). 